# Jęczmieniec zwyczajny
Jęczmieniec zwyczajny, wydmuchrzyca zwyczajna (Hordelymus europaeus (L.) Jess. ex Harz) – gatunek rośliny z rodziny wiechlinowatych. Reprezentuje monotypowy rodzaj jęczmieniec Hordelymus. Występuje w Europie, z wyjątkiem jej północnych i wschodnich krańców, oraz w północno-zachodniej Afryce, w Azji Mniejszej i na Kaukazie. W Polsce częściej spotykany jest tylko na południu w niższych położeniach górskich, poza tym ma bardzo rozproszone stanowiska.

## Morfologia

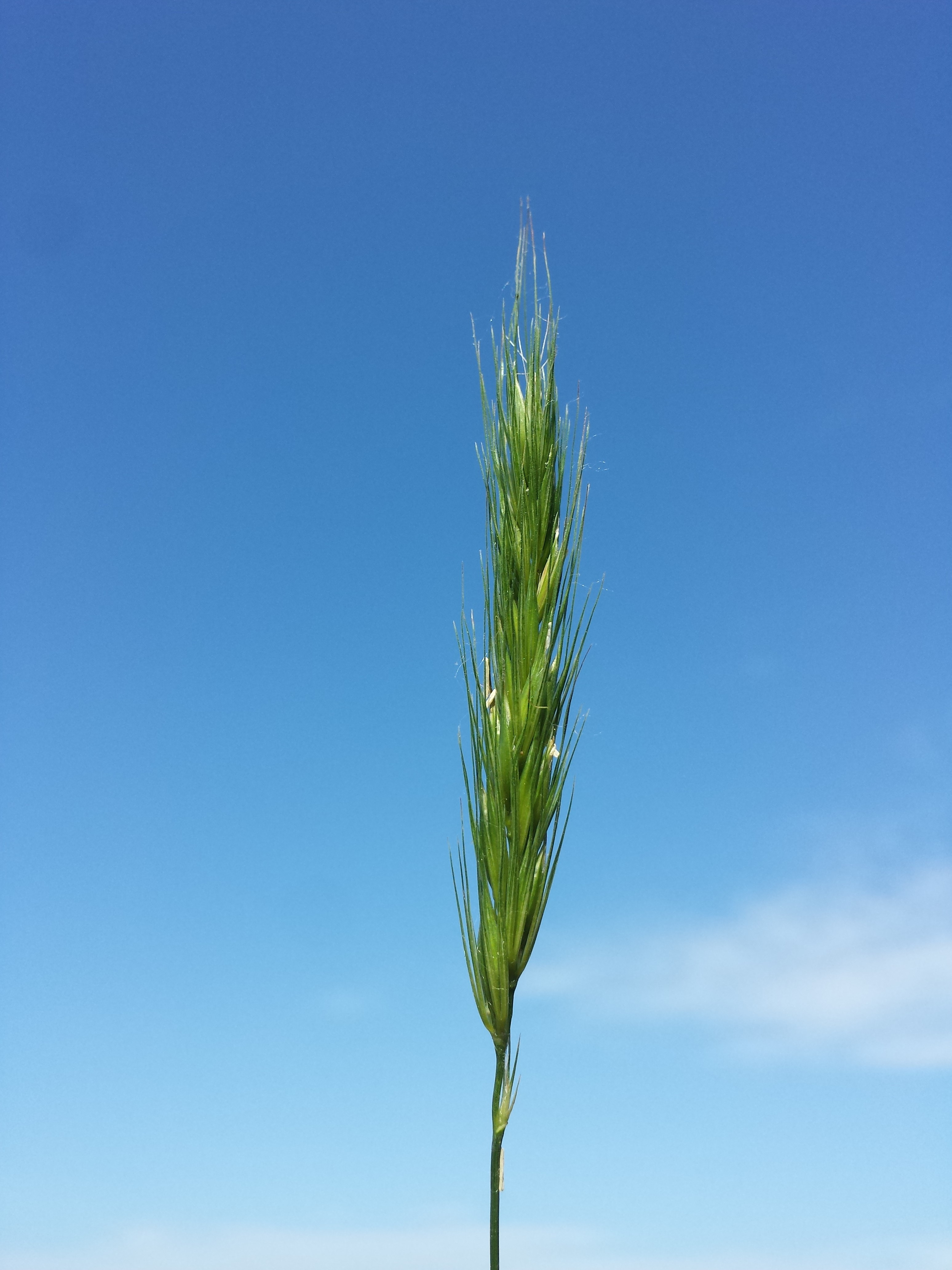
Kwiatostan

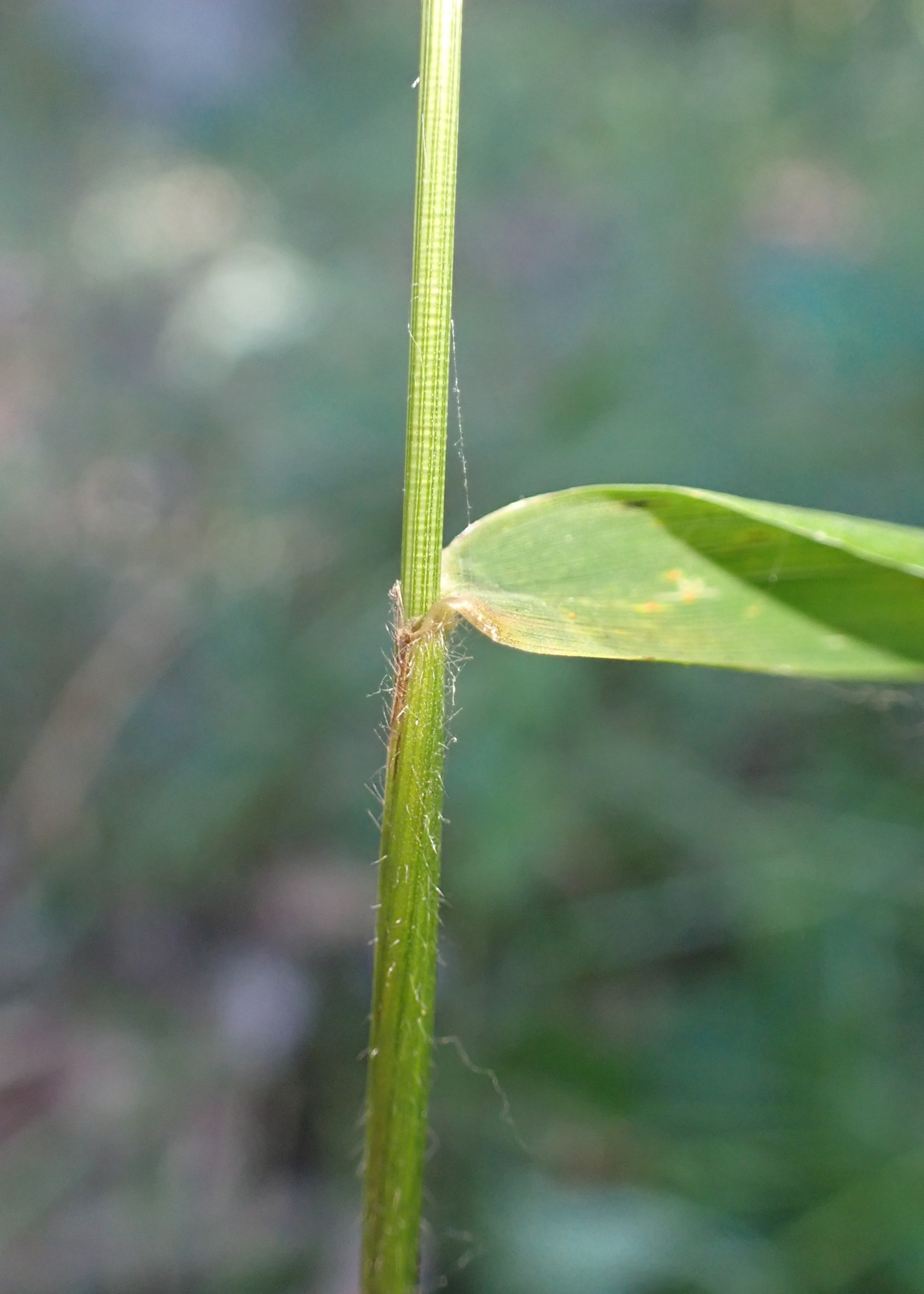
Owłosiona pochwa liściowa

PokrójTrawa wieloletnia, drobnokępowa, o silnie rozwiniętym wiązkowym systemie korzeniowym, o źdźbłach osiągających zwykle do 60–125 cm wysokości. Kolanka i źdźbła pod nimi pokryte są krótkimi włoskami.
LiściePochwy liściowe otwarte, lekko rozdęte i owłosione. Języczek liściowy bardzo krótki. Blaszki liściowe za młodu zwinięte, dojrzałe płaskie, do 1 cm szerokości. Z wierzchu są przylegająco owłosione, od spodu wyróżniają się białym, wystającym kilem.
KwiatyWystępują w kłoskach zwykle pojedynczo, kłoski zebrane są w gęsty kłos o długości od 4 do 8 cm i o szerokości ok. 1 cm. Kłoski są zielonkawe i wyrastają w pęczkach po trzy. Osiągają od 15 do 24 mm długości. Plewy są szczecinkowato wąskie, o długości ok. 10 cm, zakończone ością podobnej długości. Plewka dolna ma także ok. 10 cm długości, ma 2 mm szerokości i zakończona jest ością o długości 1,5–2,5 cm. Plewka górna jest lancetowata, silnie zwężona w górnej części.

## Biologia i ekologia
Bylina. Kwitnie od czerwca do sierpnia. Występuje w cienistych lasach liściastych i mieszanych, na glebach żyznych lub średnio żyznych, umiarkowanie wilgotnych. Dobrze rośnie w miejscach cienistych, preferuje glebę o pH od 7,0 do 7,5. Liczba chromosomów 2n = 28. Jest gatunkiem charakterystycznym dla związku zespołów Fagion i dla zespołu buczyny sudeckiej Dentario enneaphylli-Fagetum.

## Systematyka
Gatunek z monotypowego rodzaju jęczmieniec Hordelymus (Jess.) Harz, Samenkunde 2: 1147 (1885). Rodzaj należy do rodziny wiechlinowatych (Poaceae), a w jej obrębie do podrodziny wiechlinowych (Pooideae), plemienia Triticeae. W niektórych ujęciach bywa włączany do rodzaju wydmuchrzyca Leymus.